# Helianthemum sicanorum
L'eliantemo dei Sicani (Helianthemum sicanorum Brullo, Giusso & Sciandrello) è una pianta appartenente alla famiglia delle Cistaceae, endemica della Sicilia.

## Etimologia
L'epiteto specifico è riferito all'antica popolazione dei Sicani che visse anticamente in Sicilia.

## Descrizione

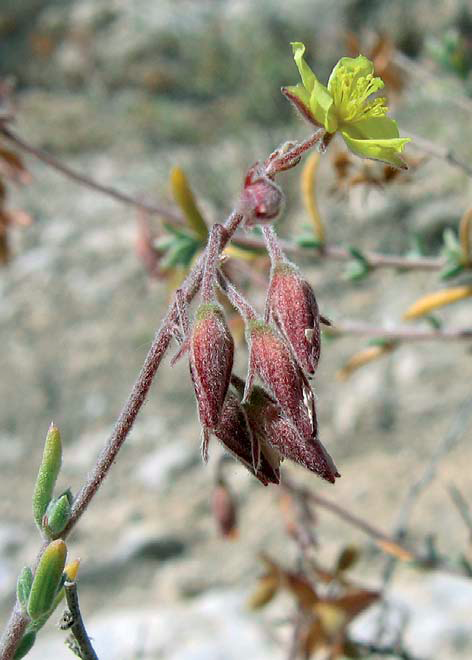
Particolare del fiore

È una pianta alta 20–30 cm, con gambi cespitosi ramificati dalla base.
Le foglie, da lineari a lineari-lanceolate, misurano 3,5–10 mm di lunghezza × 1-2(3) mm di larghezza
Infiorescenze 5-10 flore. Brattee lanceolate di 1,5–2 mm di lunghezza. Calice bianco-sericeo, verde-porporino con peli semplici lunghi 0,1-0,2 mm. La corolla eccedente o eguale al calice, con petali gialli lunghi 4–5 mm e larghi 2-2,5 mm. Stami numerosi con filamenti lunghi 1-1,6 mm e larghi 0,4-0,5 mm. ovario ovoide, densamente peloso, lungo 1–2 mm. Stilo bianco, ricurvo di 1,4-1,6 mm. Stimma solcato, coperto da piccole papille di ca. 0,01 mm. Capsule ellissoidi lunghe 3,5 mm e larghe 1,8–2 mm, densamente pelose, con peli lunghi 0,1-0,3 mm.
I semi sono bruno-rossastri di 1-1,1 mm di lunghezza.

## Distribuzione e habitat
La specie è conosciuta solo per una piccola popolazione circoscritta (non più di 50 individui) a Torre Manfria vicino a Gela, lungo una piccola stretta striscia del litorale roccioso.